# ژاک-امیل بلانش

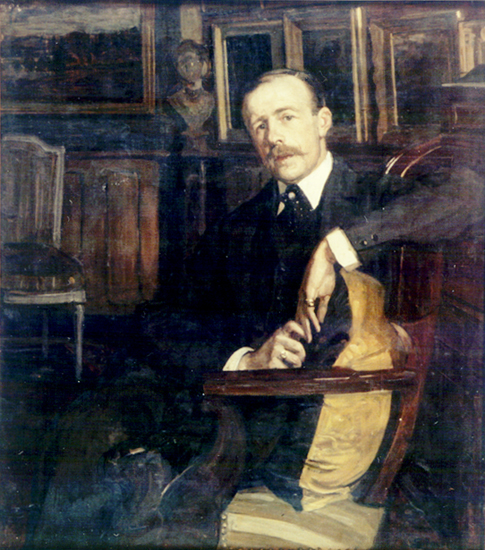
ژاک-امیل بلانش؛ پرتره اثر لوسین سیمون، ۱۹۰۳.

ژاک-امیل بلانش (به فرانسوی: Jacques-Émile Blanche) (۱ ژانویهٔ ۱۸۶۱ — ۲۰ سپتامبر ۱۹۴۲) نقاش تک‌چهره پرداز فرانسوی بود. وی هنرمندی عمدتاً خودآموخته بود که بعدها یک نقاش پرتره موفق شد و در لندن و پاریس کار کرد.
بلانش در پاریس به دنیا آمد. پدرش روانپزشک موفقی بود که یک کلینیک مطابق مد روز را اداره می‌کرد و در محله ثروتمند پاریس به نام پسی در خانه ای که متعلق به پرنسس دو لامبل بود، بزرگ شد.

## حرفه نقاشی
اگرچه بلانش آموزش هنری را از آنری ژروکس دریافت کرد، اما ممکن است او را خودآموز قلمداد کنند. وی با سبکی که از نقاشان انگلیسی قرن ۱۸ مانند توماس گینزبرا و همچنین ادوار مانه و جان سینگر سارجنت مشتق کرد، به یک پرتره‌نگار بسیار موفق تبدیل شد. او در لندن از سال ۱۸۷۰ به بعد و همچنین در پاریس در نمایشگاهی رسمی و انجمن ملی هنرهای زیبا که آثارش را به نمایش گذاشته بود، مشغول کار شد. یکی از نزدیک‌ترین دوستان وی مارسل پروست بود که به ویرایش چندین نشریه بلانش کمک کرد. او همچنین هنری جیمز را می‌شناخت و در کتاب خودزندگی‌نامه اثر آلیس بی. تکلاس از وی یاد شده‌است.
ژاک-امیل بلانش در سال ۱۹۰۲ هدایت آکادمی لا پالت را به عهده گرفت، تا جایی که وی تا سال ۱۹۱۱ به عنوان مدیر آنجا باقی ماند. در سال ۱۹۰۳ در آکادمی ویتی تدریس کرد.

## نگارخانه

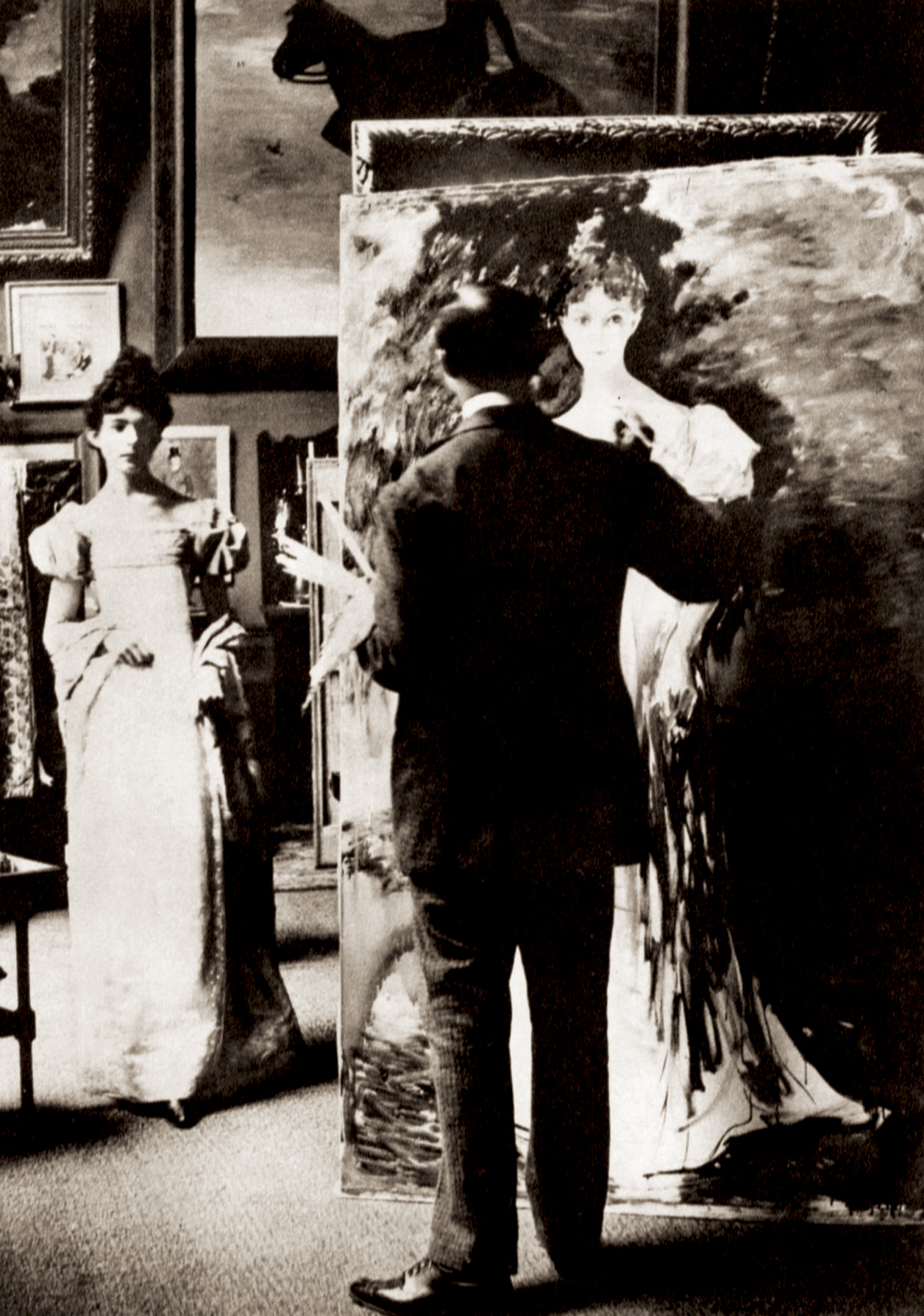
بلانش در کارگاهش، ۱۸۹۳
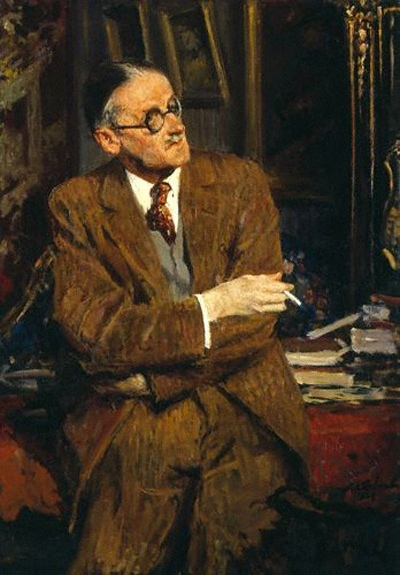
جیمز جویس
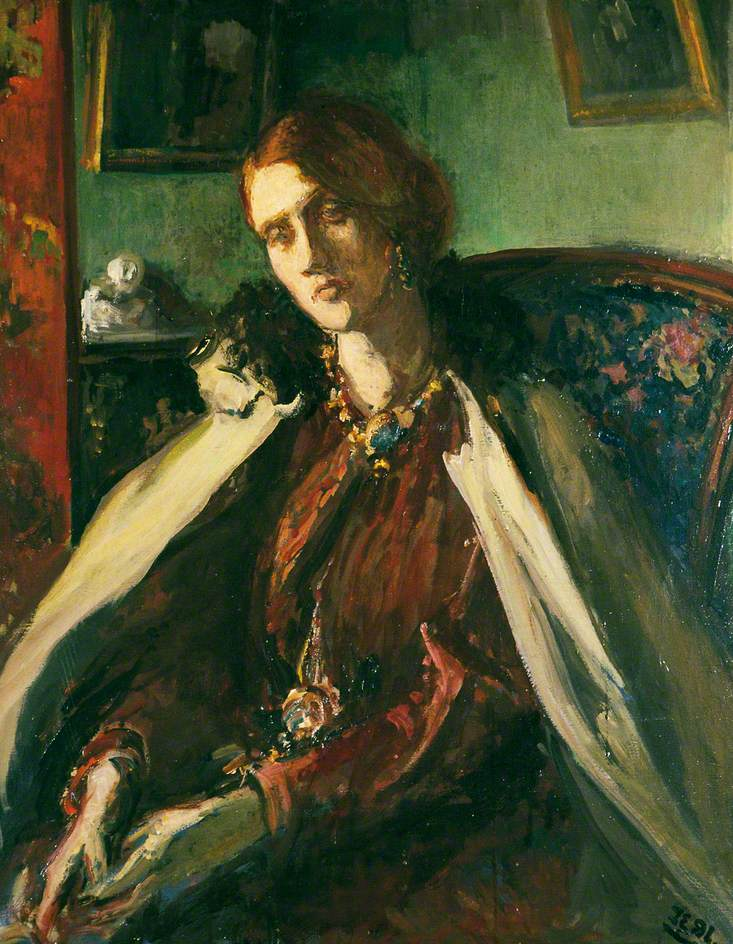
جولیا استیون
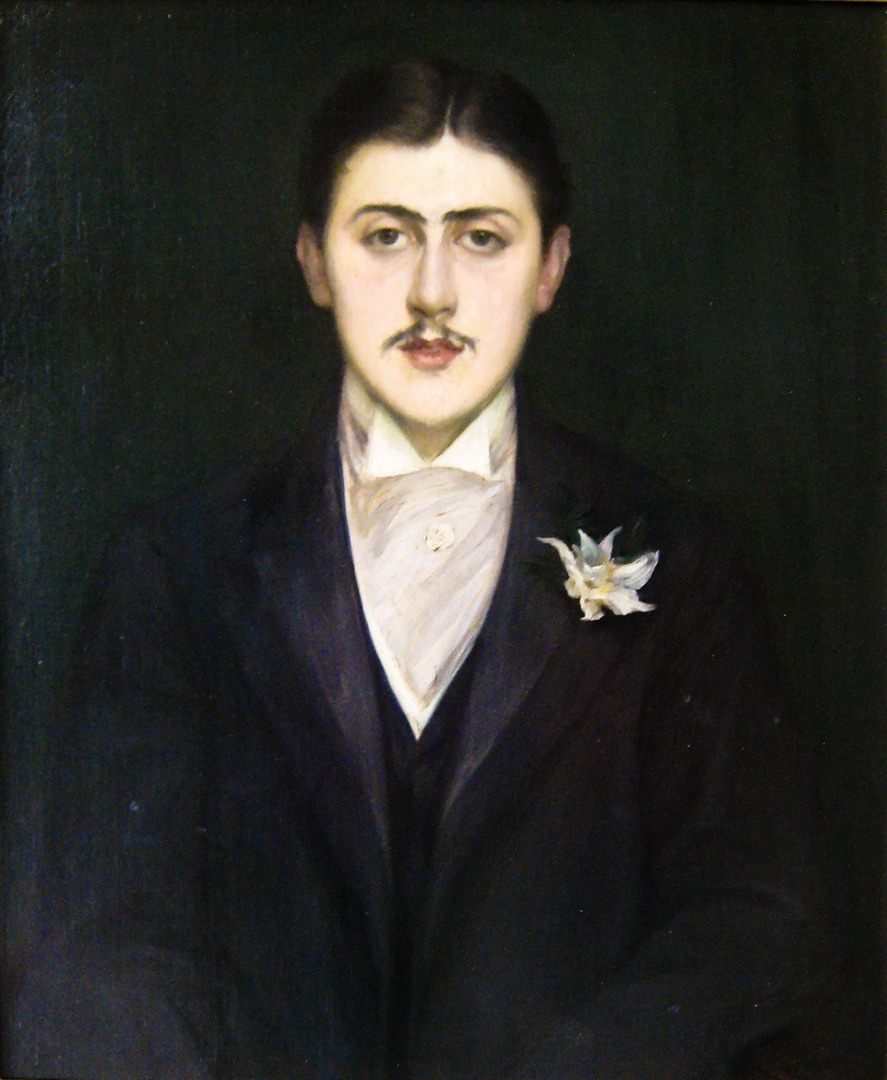
تک‌چهره مارسل پروست در ۲۱ سالگی، ۱۸۹۲
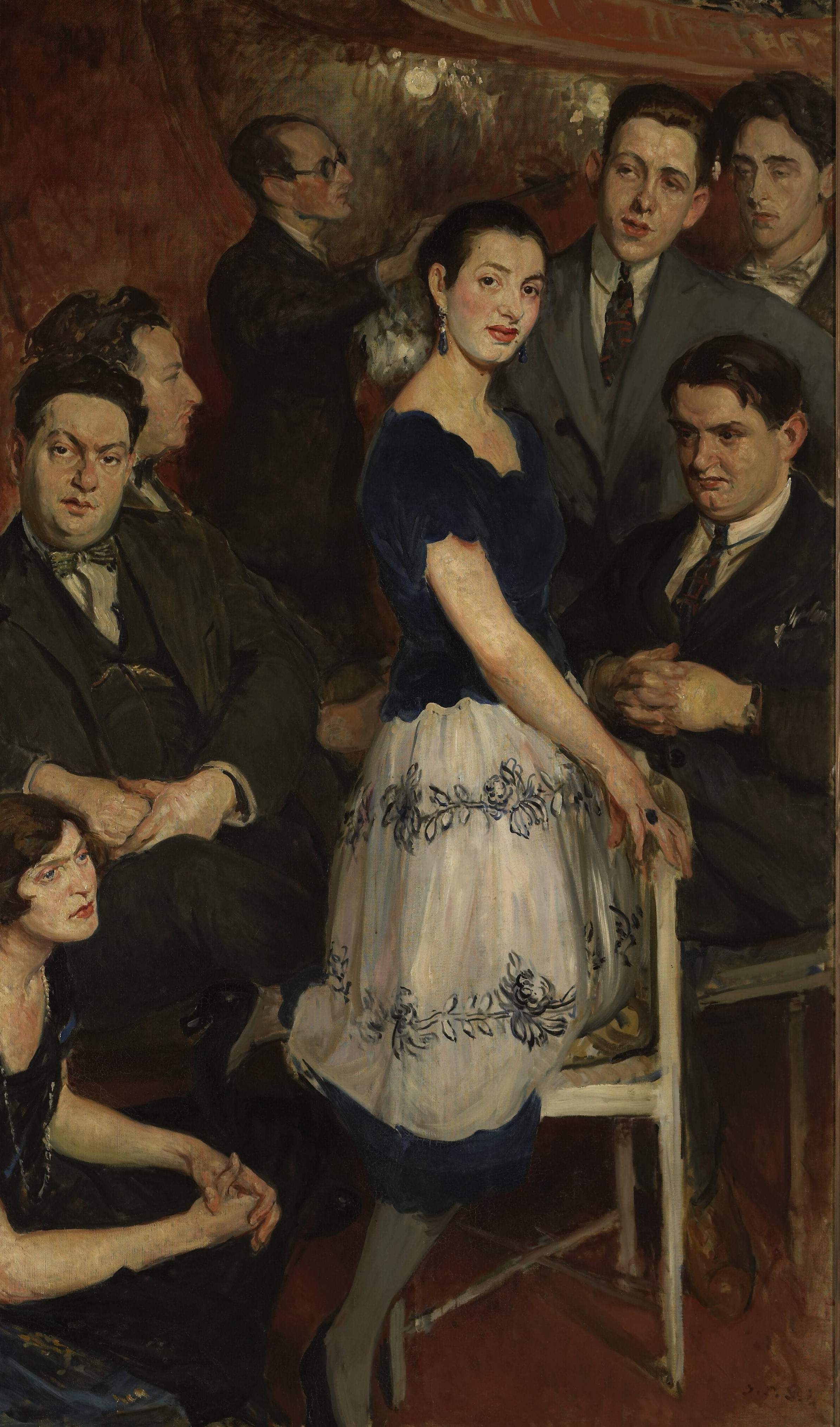
گروه شش
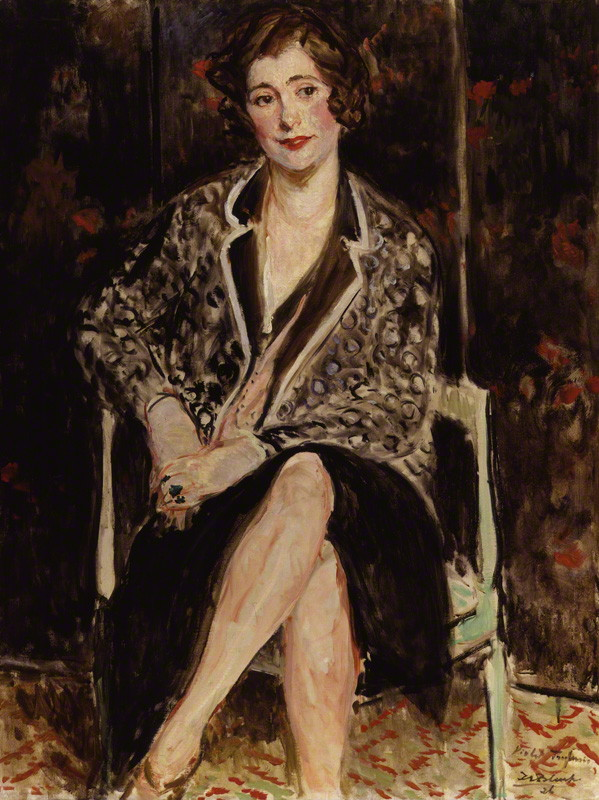
ویولت نرفوزیس
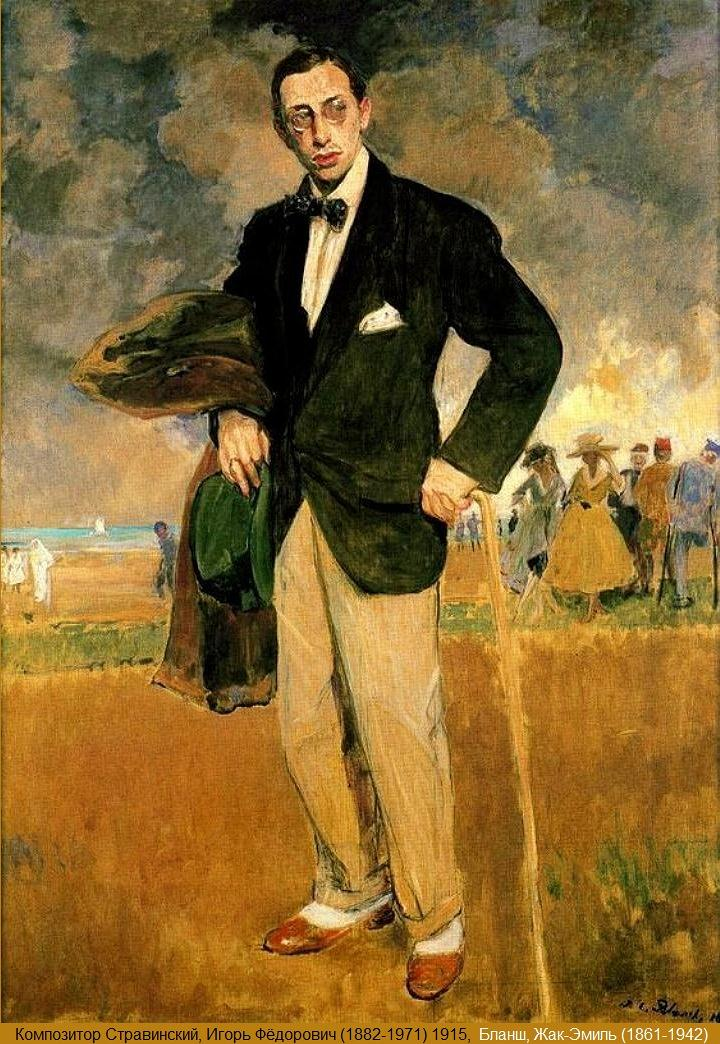
تک‌چهره ایگور استراوینسکی، ۱۹۱۵
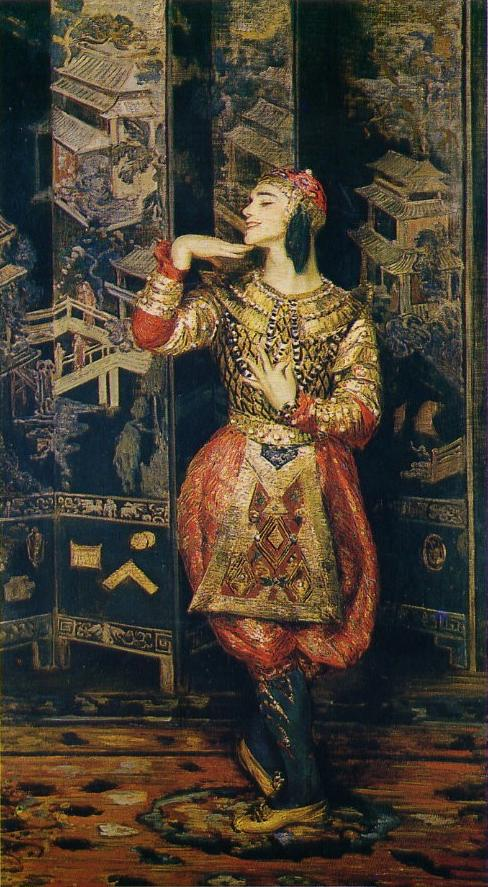
تک‌چهره واسلاف نیجینسکی، ۱۹۱۰
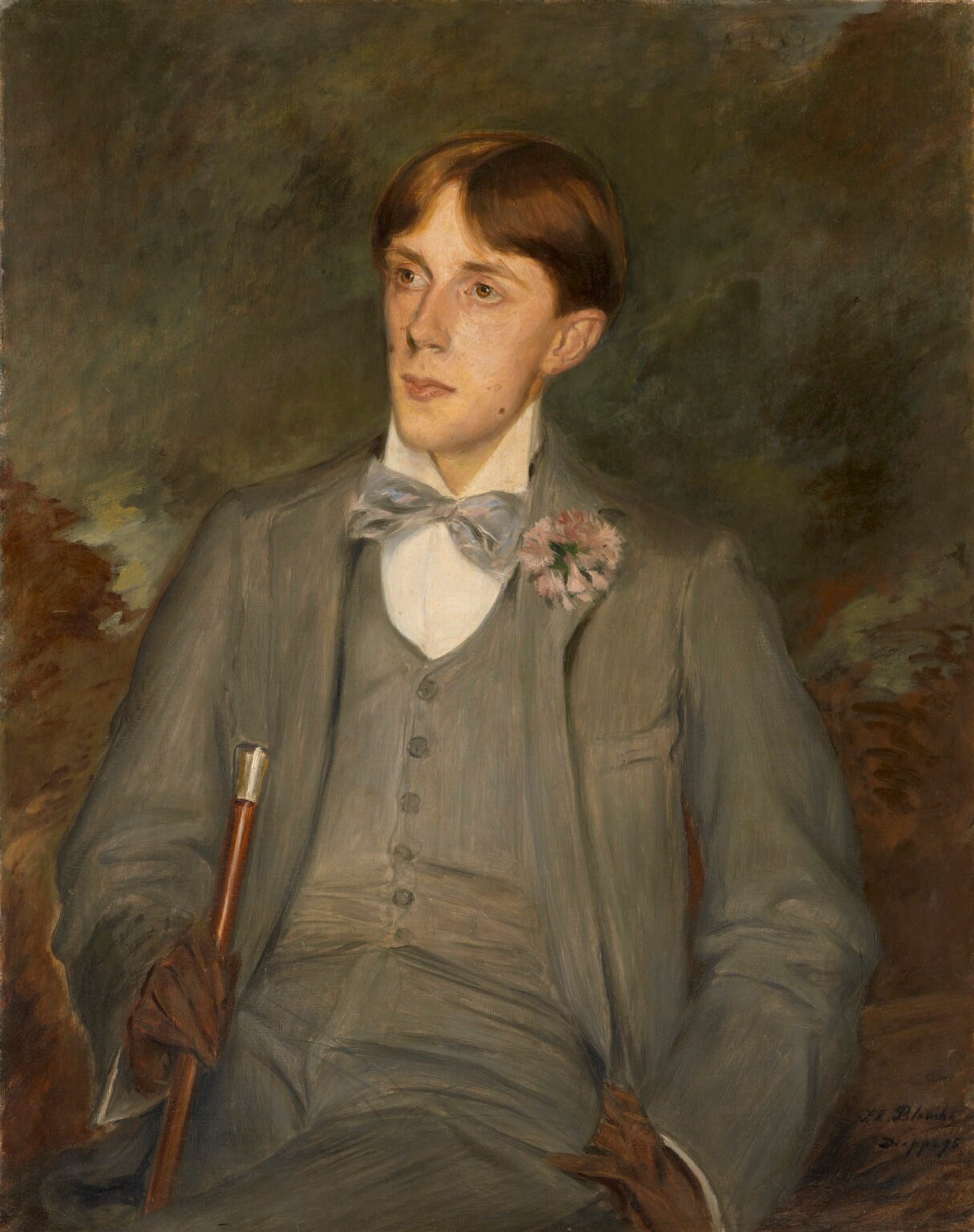
تک‌چهره اوبری بردسلی، ۱۸۹۵